# Metodo di riduzione dell'ordine
In matematica, il metodo di riduzione dell'ordine è una procedura utilizzata per risolvere equazioni differenziali lineari ordinarie. Frequentemente si applica a equazioni lineari del secondo ordine quando si conosce una soluzione {\displaystyle y_{1}(x)} e si vuole trovare una seconda soluzione linearmente indipendente {\displaystyle y_{2}(x)}. Nel caso di equazioni di ordine n produce un abbassamento di grado dell'equazione.

## Metodo generale
Data un'equazione differenziale lineare del secondo ordine non omogenea:
{\displaystyle y''+p(t)y'+q(t)y=r(t)}
ed una soluzione {\displaystyle y_{1}(t)} dell'equazione omogenea, si vuole trovare una soluzione dell'equazione completa che abbia la forma:
{\displaystyle y_{2}=v(t)y_{1}(t)\,}
dove {\displaystyle v(t)} è una funzione arbitraria. Derivando:
{\displaystyle y_{2}'=v'(t)y_{1}(t)+v(t)y_{1}'(t)}
{\displaystyle y_{2}''=v''(t)y_{1}(t)+2v'(t)y_{1}'(t)+v(t)y_{1}''(t)}
e sostituendo nell'equazione di partenza si ha:
{\displaystyle y_{1}(t)\,v''+(2y_{1}'(t)+p(t)y_{1}(t))\,v'+(y_{1}''(t)+p(t)y_{1}'(t)+q(t)y_{1}(t))\,v=r(t)}
Dato che {\displaystyle y_{1}(t)} è soluzione dell'equazione omogenea:
{\displaystyle y_{1}''(t)+p(t)y_{1}'(t)+q(t)y_{1}(t)=0}
la precedente si può ridurre a:
{\displaystyle y_{1}(t)\,v''+(2y_{1}'(t)+p(t)y_{1}(t))\,v'=r(t)}
che è un'equazione del primo ordine per {\displaystyle v'(t)}. Dividendo per {\displaystyle y_{1}(t)} si ha:
{\displaystyle v''+\left({\frac {2y_{1}'(t)}{y_{1}(t)}}+p(t)\right)\,v'={\frac {r(t)}{y_{1}(t)}}}
Moltiplicando l'equazione per il fattore di integrazione:
{\displaystyle \mu (t)=e^{\int ({\frac {2y_{1}'(t)}{y_{1}(t)}}+p(t))dt}=y_{1}^{2}(t)e^{\int p(t)dt}}
l'equazione si può ridurre a:
{\displaystyle {\frac {d}{dt}}(v'(t)y_{1}^{2}(t)e^{\int p(t)dt})=y_{1}(t)r(t)e^{\int p(t)dt}}
Integrando l'ultima equazione si trova {\displaystyle v'(t)}, che contiene una costante d'integrazione. Quindi integrando {\displaystyle v'(t)} si giunge alla soluzione dell'equazione non omogenea (con due costanti di integrazione):
{\displaystyle y_{2}(t)=v(t)y_{1}(t)}

## Esempio
Data l'equazione lineare a coefficienti costanti:
{\displaystyle ay''(x)+by'(x)+cy(x)=0}
dove {\displaystyle a}, {\displaystyle b} e {\displaystyle c} sono coefficienti non nulli, si assuma che l'equazione caratteristica associata:
{\displaystyle a\lambda ^{2}+b\lambda +c=0}
abbia due radici ripetute:
{\displaystyle \lambda _{1}=\lambda _{2}=-{\frac {b}{2a}}}
Una soluzione dell'equazione è allora:
{\displaystyle y_{1}(x)=e^{-{\frac {b}{2a}}x}}
Per trovare la seconda, si consideri la funzione:
{\displaystyle y_{2}(x)=v(x)y_{1}(x)}
con {\displaystyle v(x)} una funzione ignota da determinare. La funzione {\displaystyle y_{2}(x)} deve soddisfare l'equazione di partenza; sostituendola in essa si ha:
{\displaystyle a\left(v''y_{1}+2v'y_{1}'+vy_{1}''\right)+b\left(v'y_{1}+vy_{1}'\right)+cvy_{1}=0}
e raccogliendo le derivate di {\displaystyle v(x)}:
{\displaystyle \left(ay_{1}\right)v''+\left(2ay_{1}'+by_{1}\right)v'+\left(ay_{1}''+by_{1}'+cy_{1}\right)v=0}
Sapendo che {\displaystyle y_{1}(x)} è una soluzione, il coefficiente del termine di grado zero dell'equazione precedente è nullo. Inoltre, sostituendo {\displaystyle y_{1}(x)} nel coefficiente del secondo termine (primo grado) si ha che il coefficiente diventa:
{\displaystyle 2a\left(-{\frac {b}{2a}}e^{-{\frac {b}{2a}}x}\right)+be^{-{\frac {b}{2a}}x}=\left(-b+b\right)e^{-{\frac {b}{2a}}x}=0}
Rimane quindi soltanto il termine di secondo grado:
{\displaystyle ay_{1}v''=0}
Essendo {\displaystyle a\neq 0} e {\displaystyle y_{1}(x)} una funzione esponenziale (sempre positiva) si può scrivere:
{\displaystyle v''=0}
che integrando due volte produce:
{\displaystyle v(x)=c_{1}x+c_{2}}
dove {\displaystyle c_{1}} e {\displaystyle c_{2}} sono costanti date dall'integrazione. Si può allora scrivere la seconda soluzione come:
{\displaystyle y_{2}(x)=(c_{1}x+c_{2})y_{1}(x)=c_{1}xy_{1}(x)+c_{2}y_{1}(x)}
Essendo il secondo termine un multiplo scalare della prima soluzione (dunque linearmente dipendente con essa), esso non viene considerato e si giunge a:
{\displaystyle y_{2}(x)=xy_{1}(x)=xe^{-{\frac {b}{2a}}x}}
Per mostrare che invece la seconda soluzione {\displaystyle y_{2}(x)} è linearmente indipendente, si calcola il Wronskiano:
{\displaystyle W(y_{1},y_{2})(x)={\begin{vmatrix}y_{1}&xy_{1}\\y_{1}'&y_{1}+xy_{1}'\end{vmatrix}}=y_{1}(y_{1}+xy_{1}')-xy_{1}y_{1}'=y_{1}^{2}+xy_{1}y_{1}'-xy_{1}y_{1}'=y_{1}^{2}=e^{-{\frac {b}{2a}}x}\neq 0}
Quindi {\displaystyle y_{2}(x)} è la seconda soluzione cercata.